# Молочай австрийский
Молочай австрийский (лат. Euphórbia austriaca) ― многолетнее травянистое растение; вид рода Молочай (Euphorbia) семейства Молочайные (Euphorbiaceae).
Эндемик Австрии, обитающий в северо-восточных известняковых Альпах в горном и субальпийском высотном поясе.

## Ботаническое описание
Многолетнее травянистое растение высотой от 50 до 80 см. Корневище толстое, деревянистое. Длинные ползучие подземные побеги обеспечивают вегетативное размножение. Выделяет едкий, резкий, ядовитый млечный сок. Вертикально растущая ось побега может быть слегка опушённой или голой.
Очерёдные листья разделены на короткие черешки и лопасти. Простая лопасть средних и верхних стеблевых листьев от узкоэллиптической до обратнояйцевидно-продолговатой, длиной от 7 до 10 см и шириной от 2 до 3,5 см. Верхняя сторона листа голая, а нижняя сторона обычно мягко волосистая. Край листа может быть цельным или мелкопильчатым. Бросается в глаза интенсивная жёлто-зеленая окраска листьев в верхней части стебля.

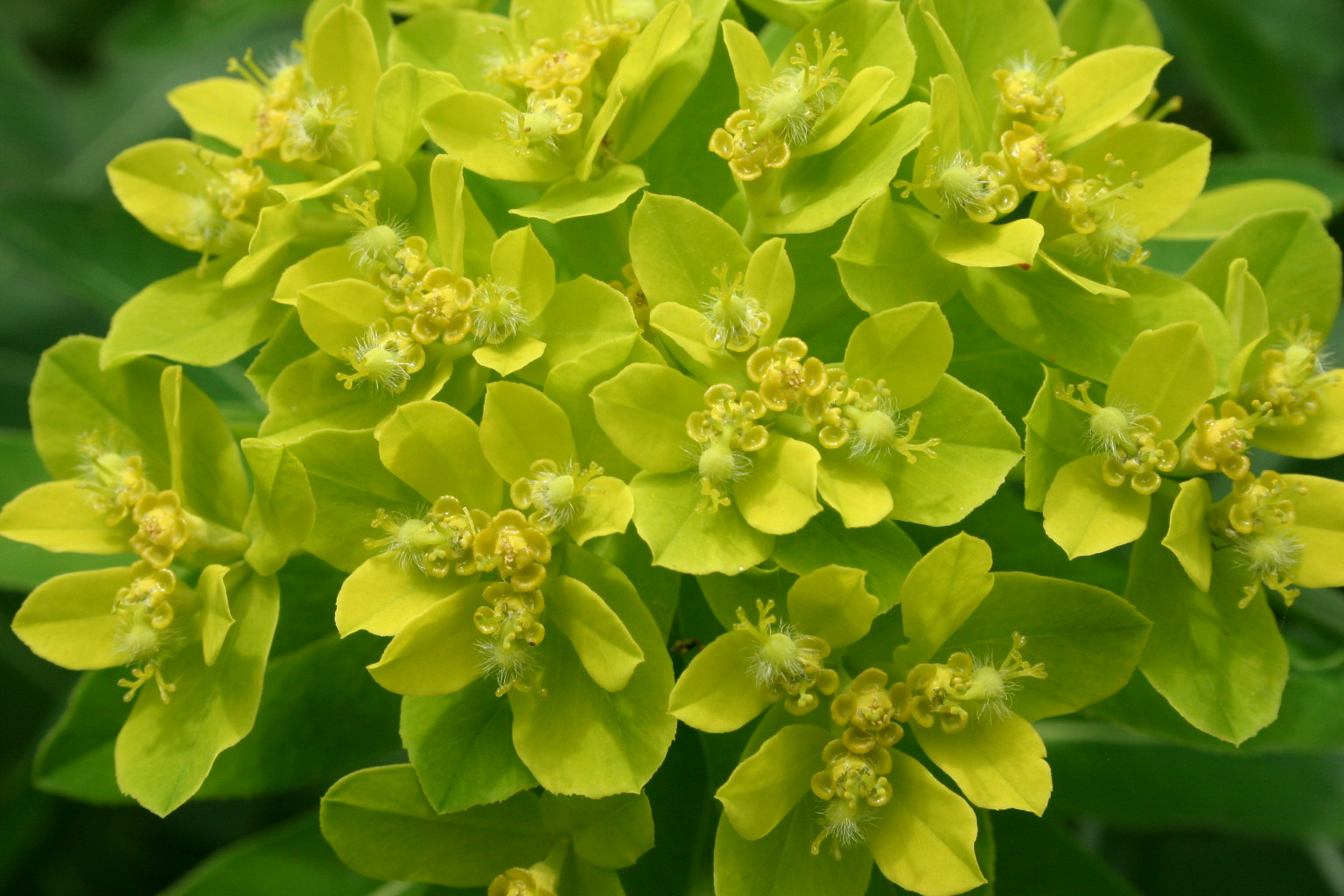
Часть соцветия

Отдельные цветки расположены в циатиях — типичных для видов рода молочай, — которые объединяются в плейохазий. Боковые парциальные соцветия выходят из верхних пазух листьев и не превышают пятилучевого конечного псевдозонтика. Прицветники лучей соцветия яйцевидно-округлые, жёлто-зелёного цвета. Прицветники отдельных соцветий имеют обратнояйцевидную или яйцевидную форму и также жёлто-зелёного цвета. Эволюция циатий длиной 4-5 мм состоит из пяти сросшихся прицветников. По его краю расположены четыре внецветковые поперечные овальные тупые нектарные железы с овальными придатками без рожков. Циатий содержит только однополые цветки, которые также не имеют околоцветника. В центре находится женский цветок, состоящий из верхней трёхраздельной завязи на ножке. Три пестика заканчиваются двумя рыльцами. По мере развития цветка завязь удлиняется и повисает над одной из сторон инволюкры. Мужские цветки расположены в пазухах прицветников и состоят из одной тычинки с двумя пыльниками.
Неглубоко бороздчатый плод-коробочка длиной около 4 мм, слабоволосистый, его поверхность может быть гладкой или слегка бородавчатой. Гладкие семена яйцевидно-шаровидные, длиной 2,3-2,5 мм.
Период цветения в Северном полушарии длится с мая по июль. 
Число хромосом 2n = 20.

## Распространение
Эндемик Австрии, распространён в северо-восточных Известняковых Альпах, от региона Этшер до Зальцкаммергута. Распространён в провинциях Нижняя и Верхняя Австрия, Штирия и Зальцбург (где встречается очень редко). По данным Густава Хеги, вид также обнаружен в северо-восточной Словакии на краю Карпат.
Предпочитает расти в свежих, богатых известью и разреженных лесах, на высоких травянистых лугах и тучных пастбищах от горных до субальпийских высот. Встречается на высоте от 1200 до 1900 метров над уровнем моря; редко на высоте 1000 метров или даже ниже, в гальке альпийских ручьев.

## Таксономия
Euphorbia austriaca была впервые описана в 1875 году Антоном Кернером в Oesterreichische Botanische Zeitschrift, рассматривается некоторыми авторами как синоним Euphorbia iilirica.